# Heinz Büker
Heinz Büker (Oberhausen, Renânia do Norte-Vestfália, 6 de julho de 1941) é um ex-canoísta alemão especialista em provas de velocidade.

## Carreira
Foi vencedor da medalha de bronze em K-2 1000 m em Tóquio 1964, junto com o seu colega de equipa Holger Zander.